# Itsuki (Kumamoto)
Itsuki (jap. 五木村 Itsuki-mura) – wieś w Japonii, na wyspie Kiusiu, w prefekturze Kumamoto. Według danych na rok 2020 miejscowość zamieszkiwało 931 mieszkańców , a gęstość zaludnienia wyniosła 3,7 os./km².